# إيفرت يوهانسون
إيفرت يوهانسون (بالفنلندية: Evert Johansson)‏ هو راكب الكنو فنلندي، ولد في 9 سبتمبر 1903، وتوفي في 2 مايو 1990.

## وصلات خارجية
- إيفرت يوهانسون على موقع أوليمبيديا (الإنجليزية)